# Casina Vanvitelliana
La Casina Vanvitelliana è un casino di caccia ubicato su un'isoletta del lago Fusaro, nel comune di Bacoli.

## Storia

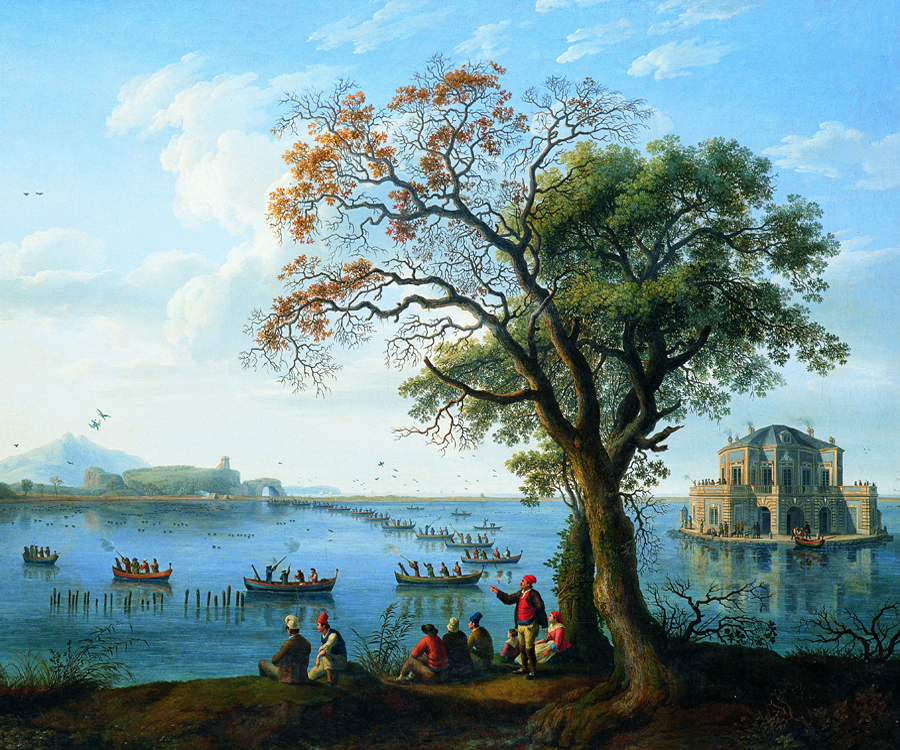
La Casina Vanvitelliana nel dipinto Ferdinando IV a caccia di folaghe sul lago di Fusaro, realizzato da Jakob Philipp Hackert nel 1783

A partire dal 1752, l'area del Fusaro, all'epoca scarsamente abitata, divenne la riserva di caccia e pesca dei Borbone, che affidarono a Luigi Vanvitelli le prime opere per la trasformazione del luogo.
Salito al trono Ferdinando IV, gli interventi furono completati da Carlo Vanvitelli, figlio di Luigi, che nel 1782 realizzò il Casino Reale di Caccia sul lago, a breve distanza dalla riva.
L'edificio, noto come Casina Vanvitelliana, fu adibito alla residenza degli ospiti illustri, come Francesco II d'Asburgo-Lorena, che qui soggiornò nel maggio 1819.
All'interno dell'edificio furono accolti Gioachino Rossini e, più recentemente, il presidente della Repubblica Luigi Einaudi. Mozart visitò il lago Fusaro, ma, in realtà, il suo viaggio a Napoli e dintorni avvenne nel 1770 quando era già iniziata la fase di trasformazione dell'area del Fusaro, ma non era ancora stata edificata la Casina.

## Descrizione

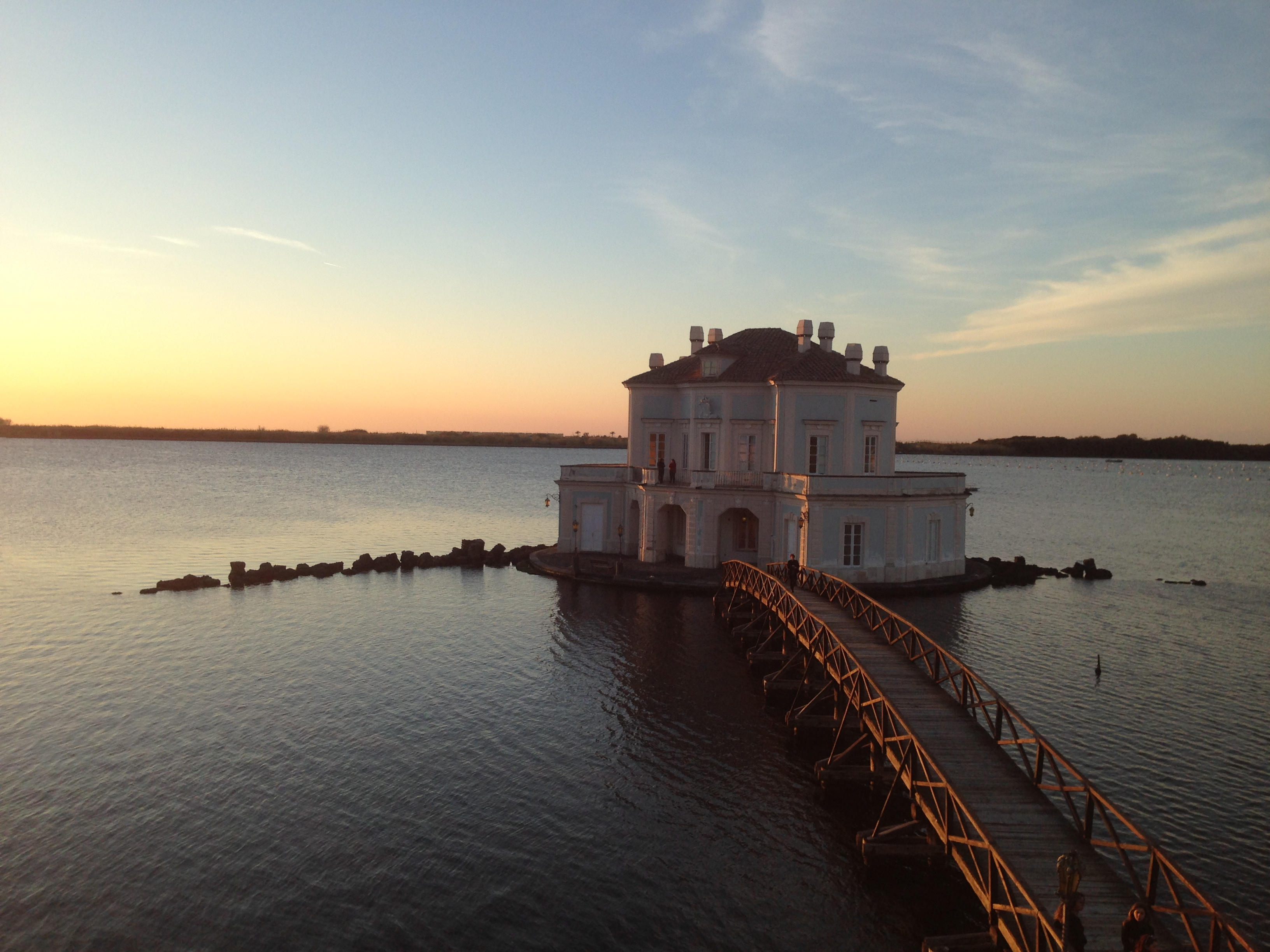
La Casina al tramonto

Dal punto di vista architettonico, la Casina si inserisce tra le più raffinate produzioni settecentesche, con alcuni rimandi alla conformazione della palazzina di caccia di Stupinigi, progettata alcuni anni prima da Filippo Juvarra facendo ricorso a volumi plastici ed ampie vetrate.
L'edificio voluto dai Borbone presenta infatti una pianta assai articolata, composta da tre corpi ottagonali che si intersecano l'uno alla sommità dell'altro, restringendosi in una sorta di pagoda, con grandi finestre disposte su due livelli. Dalla Sala Circolare del piano inferiore, animata in età borbonica da incontri mondani e galanti, una rampa conduce al piano nobile, nella cosiddetta Sala delle Meraviglie, accessibile esclusivamente alla famiglia reale. Qui i Borbone potevano così distendersi in un ambito più privato (nel medesimo piano vi erano una camera di servizio e uno studio privato) oltre che contemplare l'amenità del paesaggio circostante, riprodotto anche dai dipinti sulle pareti incentrati sul tema delle Quattro stagioni, opera del vedutista Jakob Philipp Hackert.

## La Casina nel cinema ed in TV
La Casina Vanvitelliana compare nel film Ferdinando e Carolina, di Lina Wertmüller, nonché in Luca il contrabbandiere di Lucio Fulci (1980) e in Santa Lucia (2021) di Marco Chiappetta. È stata anche una delle location de L'imbroglio nel lenzuolo (2009) con Maria Grazia Cucinotta.
È erroneamente diffusa, inoltre, la convinzione che essa sia stata la piccola casina-palafitta incantata della Fata dai capelli turchini (Gina Lollobrigida) nel celebre sceneggiato Le avventure di Pinocchio di Comencini del 1972. L'errore deriva soprattutto dalla somiglianza alla suggestiva e romantica struttura a "casa-palafitta". In realtà, gli esterni della casina incantata della fata del film sono stati girati, rispettivamente, presso le rive delle località in provincia di Viterbo e provincia di Roma nel Lazio, delle vasche marine di lido delle Saline di Tarquinia (scena di quando vengono invitati i compagni di scuola) e del piccolo lago di Martignano (scena della tentata impiccagione all'albero da parte del Gatto e la Volpe). Ad un occhio più attento si nota che, sia la passerella pedonale di legno, sia la stessa casetta del film (peraltro costruite appositamente solo per le riprese dello sceneggiato ed oggi totalmente inesistenti) appaiono molto più piccole, e la stessa casetta del film risulta con una facciata in stile liberty, molto più semplice rispetto alla barocca Vanvitelliana.
Dal 2023 ospita FAB! Il festival del Cinema Archeologico.
Nel 2024 è stata inaugurata la "Libreria del Lago", biblioteca e mediateca pubblica.